# Red Dead Redemption: Undead Nightmare
A Red Dead Redemption: Undead Nightmare az ötödik letölthető tartalom (DLC) a Red Dead Redemption című, nyitott világú (sandbox) játékhoz. 2010. október 26-án jelent meg Xbox 360 és PlayStation 3 konzolokra, és PlayStation 4-re pedig 2023 Augusztus 17-én érkezik beleértve a Nintendo Switchre is, Xbox One és Series X|S-re van visszafelé Kompatibilitás. Történet főhőse pedig ezúttal is John Marston, aki a Vadnyugaton szétterjedt vírusra próbál ellenszert találni.
A játék lemezen is elérhetővé vált 2010. november 26-án (USA: 2010. november 22.), Red Dead Redemption: Undead Nightmare Collection néven, aminek futtatásához nem volt szükség az alapjátékra. A csomagban megtalálható volt az Undead Nightmare Pack DLC-n kívül két korábbi kiegészítő is: a Legends and Killers és a Liars and Cheats.

## Játékmenet
Az Undead Nightmare játékmenete nem változott meg drasztikusan az alapjátékhoz képest, azonban a kiegészítőben a környezet és a hangulat is a zombi filmeket idézi. A főhősre támadó útonállók helyett zombik várnak és a fejvadász küldetések helyére az eltűnt emberek felkutatását célzó feladatok kerültek, amiben az ellenség karmai közül kell megmenteni az embereket és családjukhoz épségben visszajuttatni őket. A korábbi részekben lehetőség volt a törvényen kívüliek búvóhelyeinek felszámolására, ezúttal viszont a temetők kerültek a helyükre és a feladat a hordákban özönlő zombik elpusztítása, amiben többször a banditák is besegítenek.
A játékosnak ezúttal az állatok fertőzött változatával is meg kell küzdenie (medvék, farkasok, pumák), de a valóságban nem létező élőlények is megtalálhatóak a játékban, mint a Sasquatch, a Chupacabra, vagy az unikornis.
Lehetőség lesz Az apokalipszis négy lovának mindegyikét megszerezni, amik eltérő, egyedi képességekkel rendelkeznek vagy pedig az ellenségekre/környezetre vannak különleges hatással. (Háború például lángra gyújt bármit, amihez hozzáér.) Az Undead Nightmare új fegyvereket is tartalmaz, illetve az állatok megnyúzása/hullák átkutatása helyett a zombikat is meg lehet majd közelebbről vizsgálni használható tárgyakért. A fertőzöttektől így megszerzett testrészeket a játékos akár lőszerként is használhatja a fegyveréhez (blunderbluss), de emellett hagyományos töltényeket is zsákmányolhat ezáltal. (A lőszerrel azért lesz fontos takarékoskodni, mivel a zombi apokalipszis következtében a boltosok is eltűntek, így a ládákra is érdemes lesz figyelni.)
A többjátékos mód is kibővül, az Undead Overrun névre hallgató játékmódban például 4 embernek kell vállvetve harcolnia az egyre erősebb hullámban özönlő zombik ellen. A "Land Grab" (Free Roam/Szabad kóborlás módból elérhető) lényege pedig, hogy a lehetséges 7 város valamely részének egyikén a játékos kitűzze zászlaját és a területet megvédje a támadóktól. A játék végén a pontok arányosan lesznek elosztva a területet birtokló játékosok között: Aki a legtöbb ideig megvédi a területét, illetve a legtöbb ellenfelet teszi el láb alól, az kapja a legtöbb tapasztalati pontot. A két új mód mellett 8 új élőhalott, többjátékos külső válik elérhetővé a karakter számára.

## Történet
A Undead Nightmare története az eredeti Red Dead Redemption cselekményének vége felé játszódik, Dutch van der Linde legyőzése után, amikor a főszereplő John Marston hazatér a családjához a Beecher's Hope nevű birtokra. Pletykák terjednek el a határon élő emberek körében egy fertőzésről: Azt tartják, hogy Seth Briars szabadította el azzal, hogy Tumbleweedből ellopott egy üvegszemet, vagy Nigel West Dickens gyógyitalától kaphatták el, esetleg a Nuevo Paraíso felől bevándorló mexikóiak hurcolták be magukkal a vírust.
A történet kezdetén John feleségével (Abigail) és fiával (Jack) beszélget, például a fiúnál lévő könyvről, melyből egy azték történetet olvasgatott, ami szörnyekről szól. A főhős az Uncle néven ismert öreg barátjának a holléte felől érdeklődik, aki több órája eltűnt, gondolják, hogy csak az eső elől bújt biztos helyre. Amikor azonban lefeküdnek aludni, hirtelen beront a házba és látható, ahogy a fertőző kór az elméjén kívül a külsejét is megviselte. John lecsapja egy lámpával és a puskájáért szalad, eközben a magához tért zombi Abigailre veti magát, a játékos pedig fejbe lövi, amivel már véglegesen legyőzi. Jack aggódva siet a földön heverő anyjához, aki nyakon harapja fiát. A főszereplő kénytelen megkötözni szeretteit és orvosságot találni a fertőzésre.
Blackwater városában találkozik Harold MacDougal professzorral, aki a Yaleről tért vissza, hogy a fertőzést tanulmányozza. Amikor elindul, hogy a Nastasnál hagyott csomagját megtalálja, Nastas hirtelen előugrik egy sikátorból és a professzorba harap. John kénytelen megszabadulni tőlük, majd egy túlélő nőbe botlik, aki elmeséli, hogy a temető felől egyre több halott kel ki sírjából és egy fáklyát ad a főhősnek. A temetőben található koporsókat felgyújtja és megtisztítja a területet a gonosztól. Visszatér Blackwaterbe, ami épp támadás alatt áll és a túlélőknek segít megtisztítani a várost és lehetősége van lőszert adni számukra. Egy tetőn meglapuló családot talál, akik a kormányt hibáztatják, hogy nem zárták le a határt. Egy másik túlélőcsoporttól további tippeket kap ad a vírussal kapcsolatban, így a nyomozását több szálon folytathatja.
Tanner’s Reach felé haladva a feladat 6 Sasquatch levadászása lesz. A 6. azonban megszólal és könyörög, hogy végezzen vele, mert nem tudja elviselni, hogy családját és fajtáját kiirtotta egy örült, pedig csak bogyókon és gombákon éltek. (Nem muszáj eleget tenni a kérésének.) A nyomokat követve John eljuthat a The Old Bacchus Placehez, ahol Seth Briars nyugodtan kártyázik egy zombival (Moses Forth, Seth egy gyerekkori barátja; a többi fertőzöttől eltérően meglehetősen inaktív.), majd John a gyógymódokról faggatja. A feladat ezt követően 3 temető megtisztítása, majd amikor visszatér Seth zombi bulijára, megtudja tőle, hogy az egész járvány az aztékokhoz kötődik, ezért a főhősnek Mexikó felé kell folytatni útját.
A másik szálat követve Nigel West Dickenshez juthat el Fort Mercerbe, ahol a termékét reklámozza, ami állítólag gyógyír a problémára. John azonban megállapítja, hogy a zombik eltaszítása helyett az ital inkább vonzza az élőhalottakat. (Zombie bait - csali, a főhős is kap belőle néhány üveggel.) A főzet tökéletesítéséhez 5 sivatagi zsálya (Desert Sage) és 5 hóvirág (Violet Snowdrop) begyűjtése szükséges, illetve a növényeken kívül egy elveszett alkatrész is szükséges. (Phosphorus Coating) A küldetés végén a főhős megkapja a mordályt (blunderbuss) és Nigel közli, hogy a Mexikó felé indul, ahol információ szerint kevesebb a vérszomjas fertőzött. Amikor John Solomon's Follyba érkezik, Nigel vár rá, aki egy tervet eszelt ki, hogy miként juthat át a játékos a megerősített határőrségen. (Számára azonban nem áll fenn ez a lehetőség.) Egy csapat dezertőrt kell felkutatni és a hadsereg egyenruháját megszerezni tőlük (Segíteni nekik legyőzni a támadó zombikat vagy szimplán ellopni.), aminek segítségével feljuthat a szomszédos országba tartó katonai vonatra.
Mexikóba érve azt tapasztalja, hogy a helyzet sokkal rosszabb, mint a határ túloldalán, Las Hermanas városában pedig segít megvédeni az apácákat és a várost a támadástól. A rend vezetője szentelt vízzel teli üvegcsékkel látja el a főhőst és a közeli temető (Sepulcro) biztosítására kéri. Ha a játékos Casa Madrugadába megy, láthatja, ahogy Landon Ricketts megment egy férfit a rá támadó zombitól, majd Johnt elküldi egy kis dinamitért és csaliért, hogy a környék rendjét helyreállítsák. Landon elkészíti a kettő kombinációját (Boom bait) és azt javasolja, Escalera felé folytassa a kutatást. Az apácákhoz visszatérve megtudja, hogy Abraham Reyes állhat az egész hátterében, mert megsértett egy ősi istennőt azzal, hogy egy a templomát és kriptáját kifosztotta.
Reyeshez érve már csak azt látni, ahogy a fertőzés miatt elment az esze és egy nőt próbál elkapni, John ezért lelövi. A hölgy elmeséli, hogy a vezetőjük hatalomvágya és önzősége hozta rájuk ezt az átkot, mivel egy maszk segítségével próbált halhatatlanná válni. A szent maszk birtokában lemerészkednek a zombikkal teli kriptába, a nő pedig a cselekmény kezdetéről ismerős azték történetből idéz, majd John az oltárra rakja a maszkot. A hölgy elárulja, hogy a neve Ayauhtéotl, amikor pedig a maszk a helyére kerül, elhagyja emberi formáját és már csak a hangját hallani, hogy egy ló várja a kripta előtt és haza kellene térni a családjához. Szeretteit épségben találja, de az átvezető animációból kiderül, hogy néhány hónappal később Seth ellopja a maszkot, majd John Marston sírja látható, amint zombiként támad fel belőle a főhős. Ezután lehetőség van játék folytatására. (Például a kimaradt küldetések teljesítése a 100% eléréséhez.)

## Zene
A játék zenéit tartalmazó kiadvány, a Red Dead Redemption: Undead Nightmare Original Soundtrack 2010. november 23-án jelent meg letölthető formában érkezett meg, a CD változat megjelenése pedig 2011. január 17-én történt. Főképp Bill Elm (Friends of Dean Martinez) és Woody Jackson műve, de számos más előadóval közreműködtek az elkészítésénél. A számok 130-as BPM értékkel á mollban íródtak. Az Undead Nightmare rockosabb hangnemet vesz fel a Red Dead Redemptionben megtalálható változatokhoz képest, míg néhány szám az eredeti játék zenéinek „eltorzított, ijesztő” verziója. (Például az eredeti Horseplay és a letölthető tartalom Zombie Corpseplay című száma.)
Az összes szám szerzője Bill Elm and Woody Jackson, leszámítva azokat, ahol más előadó van feltüntetve.
| Red Dead Redemption: Undead Nightmare Original Soundtrack | Red Dead Redemption: Undead Nightmare Original Soundtrack | Red Dead Redemption: Undead Nightmare Original Soundtrack | Red Dead Redemption: Undead Nightmare Original Soundtrack | Red Dead Redemption: Undead Nightmare Original Soundtrack | Red Dead Redemption: Undead Nightmare Original Soundtrack | Red Dead Redemption: Undead Nightmare Original Soundtrack | Red Dead Redemption: Undead Nightmare Original Soundtrack | Red Dead Redemption: Undead Nightmare Original Soundtrack | Red Dead Redemption: Undead Nightmare Original Soundtrack |
| #                                                         | Cím                                                       | Hossz                                                     |                                                           |                                                           |                                                           |                                                           |                                                           |                                                           |                                                           |
| --------------------------------------------------------- | --------------------------------------------------------- | --------------------------------------------------------- | --------------------------------------------------------- | --------------------------------------------------------- | --------------------------------------------------------- | --------------------------------------------------------- | --------------------------------------------------------- | --------------------------------------------------------- | --------------------------------------------------------- |
| 1.                                                        | Undead Nightmare                                          | 1:07                                                      |                                                           |                                                           |                                                           |                                                           |                                                           |                                                           |                                                           |
| 2.                                                        | Zombie Corpseplay                                         | 2:53                                                      |                                                           |                                                           |                                                           |                                                           |                                                           |                                                           |                                                           |
| 3.                                                        | Get Back In That Hole, Partner                            | 2:36                                                      |                                                           |                                                           |                                                           |                                                           |                                                           |                                                           |                                                           |
| 4.                                                        | Army of the Undead                                        | 2:23                                                      |                                                           |                                                           |                                                           |                                                           |                                                           |                                                           |                                                           |
| 5.                                                        | Chupacabra                                                | 3:19                                                      |                                                           |                                                           |                                                           |                                                           |                                                           |                                                           |                                                           |
| 6.                                                        | Zombie Peyote                                             | 1:41                                                      |                                                           |                                                           |                                                           |                                                           |                                                           |                                                           |                                                           |
| 7.                                                        | Ojo Muerto                                                | 1:49                                                      |                                                           |                                                           |                                                           |                                                           |                                                           |                                                           |                                                           |
| 8.                                                        | Blunderbuss Blues                                         | 1:58                                                      |                                                           |                                                           |                                                           |                                                           |                                                           |                                                           |                                                           |
| 9.                                                        | Four Horses of the Apocalypse                             | 5:03                                                      |                                                           |                                                           |                                                           |                                                           |                                                           |                                                           |                                                           |
| 10.                                                       | Blackwater, USA                                           | 5:21                                                      |                                                           |                                                           |                                                           |                                                           |                                                           |                                                           |                                                           |
| 11.                                                       | Undead Redemption                                         | 1:42                                                      |                                                           |                                                           |                                                           |                                                           |                                                           |                                                           |                                                           |
| 12.                                                       | Missing Souls                                             | 1:32                                                      |                                                           |                                                           |                                                           |                                                           |                                                           |                                                           |                                                           |
| 13.                                                       | A Man Ready for Anything                                  | 1:57                                                      |                                                           |                                                           |                                                           |                                                           |                                                           |                                                           |                                                           |
| 14.                                                       | Showdown in Escalera                                      | 2:43                                                      |                                                           |                                                           |                                                           |                                                           |                                                           |                                                           |                                                           |
| 15.                                                       | Bad Voodoo (Kreeps)                                       | 3:41                                                      |                                                           |                                                           |                                                           |                                                           |                                                           |                                                           |                                                           |
| 16.                                                       | Dead Man Walking (Kreeps)                                 | 3:52                                                      |                                                           |                                                           |                                                           |                                                           |                                                           |                                                           |                                                           |
| 17.                                                       | Dead Sled (Kreeps)                                        | 2:09                                                      |                                                           |                                                           |                                                           |                                                           |                                                           |                                                           |                                                           |
| 18.                                                       | Stinkin' Zombies (Misterio)                               | 3:11                                                      |                                                           |                                                           |                                                           |                                                           |                                                           |                                                           |                                                           |
| 48:57                                                     |                                                           |                                                           |                                                           |                                                           |                                                           |                                                           |                                                           |                                                           |                                                           |

## Fogadtatás
| Összegzőoldal | Értékelés |
| ------------- | --------- |
| GameRankings  | 87%       |
| Metacritic    | 87/100    |

| Szerző        | Értékelés |
| ------------- | --------- |
| Game Informer | 8/10      |
| GameSpot      | 8/10      |
| IGN           | 10/10     |
| OXM (US)      | 9/10      |

Az Undead Nightmare jó kritikai fogadtatásban részesült, 2011 júniusáig pedig 1 millió fölé emelkedett az eladások száma. Az IGN maximális pontszámmal díjazta, szerintük az Undead Nightmare olyan, amilyennek egy DLC-nek lennie kell. A GameSpot szerint túl könnyű lett és repetitív, valamint a történet kidolgozása elmaradt az alapjátékétól, a lezárásban viszont kiemelték, hogy 10 dollárért így is remek szórakozáshoz juthat a játékos és jó alkalmat szolgáltat, hogy visszatérhessen a Red Dead Redemption világába. A 2010-es Spike Video Game Awards alkalmával a „Legjobb DLC” kategóriában győzedelmeskedett.

## Külső hivatkozások
- Hivatalos weboldal
- Az Undead Nightmare a Red Dead Redemption önálló wiki oldalán